# Douglas Rodríguez
Douglas Rodríguez Gardiola (Santiago di Cuba, 3 giugno 1950 – L'Avana, 21 maggio 2012) è stato un pugile cubano.

## Palmarès

### Olimpiadi
- 1 medaglia:
  - 1 bronzo (Monaco di Baviera 1972 nei pesi mosca)

### Mondiali dilettanti
- 1 medaglia:
  - 1 oro (L'Avana 1974 nei pesi mosca)

### Giochi panamericani
- 1 medaglia:
  - 1 bronzo (Cali 1971 nei pesi mosca)